# Kesavinamane, Sagar
Kesavinamane là một làng thuộc tehsil Sagar, huyện Shimoga, bang Karnataka, Ấn Độ.